# Upper Corentyne River

Carte de l'Upper-Corentyne River

La New River (en néerlandais: Nieuwe Rivier) est un fleuve d'Amérique du sud. Il forme la frontière occidentale de la zone du Tigri, un territoire contesté que se dispute le Guyana et le Suriname. Côté suriname, la rivière est aussi appelée Upper Corantyne River.
Cette rivière débute aux Montagnes Acarai et rejoint la Rivière Coeroeni au Corentyne. Le fleuve Orénoque, l'affluent principal de la New River à l'intérieur du Tigri. C'est l'emplacement de l'affrontement entre la Guyana Police Force et le camp de travailleurs surinamais le 15 décembre 1967.
Le conflit militaire cesse en août 1969 quand la Guyana Police Force lance une opération pour déloger le personnel militaire surinamais de cette zone. Cette opération nommée Opération Climax a été exécutée avec un maximum de précision.
Même quand la zone est disputée, elle reste toujours attractive pour l'orpaillage illégal. En 1933, Guyana Police Force identifie des résidus d'extraction fluviale d'or venant du Brésil.